# Harald Pohle
Harald Pohle (* 1950 in Müggendorf, Kreis Perleberg, DDR) ist ein deutscher Politiker (SPD). Er war von 2019 bis 2024 Abgeordneter im Landtag Brandenburg.

## Leben
Pohle war als Montageleiter in Brandenburg tätig. Seit 1993 ist er ehrenamtlicher Bürgermeister von Cumlosen. Bei der Landtagswahl in Brandenburg 2019 gelang ihm über das Direktmandat im Landtagswahlkreis Prignitz I der Einzug in den Landtag Brandenburg. Bei der Landtagswahl 2024 kandidierte er nicht erneut und schied somit aus dem Landtag aus. Pohle ist verheiratet und wohnt in Cumlosen.